# В Сумеречной стране
«В Су́меречной стране́», другое название — «В стране́ ме́жду Све́том и Тьмой» (швед. I Skymningslandet) — детский рассказ Астрид Линдгрен, изданный в виде отдельной иллюстрированной книги. В рассказе идёт речь о такой «недетской» теме, как смерть.

## Сюжет
У Йорана больная нога. Уже год как он прикован к постели. Однажды ночью он слышит, как его родители говорят, что он больше никогда не сможет ходить. Йоран в отчаянии. Но в тот же вечер его посещает господин Лильонкваст (букв. «бутон лилии», в переводе Л. Ю. Брауде — Вечерин) — приветливый человек маленького роста из Сумеречной страны. Он умеет летать и берёт с собой Йорана в свою страну. Там Йоран ест конфеты, которые растут на деревьях, водит трамвай, танцует и поёт. Затем господин Лильонкваст представляет его к суровым и неумолимым королю и королеве Сумеречной страны, но это единственный «страшный» момент рассказа; после этого веселье возобновляется, и он возвращает Йорана домой. Йоран больше не грустит из-за своей больной ноги, потому что каждый раз, когда за окном темнеет, господин Лильонкваст возвращается и переносит Йорана в страну сумерек, где Йоран тоже умеет летать!
При этом для взрослого читателя сюжет выглядит довольно мрачным: ясно, что дело происходит в загробном мире, к которому Лильонкваст готовит мальчика. Обитатели Сумеречной страны (у которой есть ещё второе название — «страна, которой нет», швед. Landet Som Icke Är) — в основном старики и старушки, а также люди в старинных костюмах, но среди них встречается и знакомая Йорану девочка, которую он раньше видел в начальной школе. На любые замечания Йорана о том, что то или иное действие ему не удастся, Лильонкваст всякий раз замечает, что это «не играет никакой роли в сумеречной стране!» (…spelar ingen roll i Skymningslandet).

## Место действия
Действие происходит недалеко от квартиры Астрид Линдгрен на Далагатан 46 в Стокгольме. Перед станцией метро «Уденплан» на северной стороне улицы Уденгатан («улица Одина») стоит ряд домов, в которых начинается сказка. Оттуда главные герои летят над Стокгольмом и с высоты видят старый город, в том числе остров с парком развлечений Юргорден, церковь святой Клары, парк «Крунуберг», музей «Скансен», а также посещают остров Стадсхольмен с королевским дворцом. Также они видят с высоты строительство метро и подземных жителей, которые в любой момент способны отодвинуть свою страну от строящихся туннелей.
Ландшафт Сумеречной страны является вневременным, поскольку, хотя и напоминает современный Йорану Стокгольм, любой элемент в любой момент может «отодвинуться» или преобразиться причудливым образом. Также отсутствует явная граница между «настоящим Стокгольмом» и Сумеречной страной; Стокгольм превращается в Сумеречную страну только в момент присутствия господина Лильонкваста рядом с героем.

## Тема и параллели
Господин Лильонкваст был воображаемым другом дочери Линдгрен Карин. По словам последней, этот маленький летучий старичок навестил её в её комнате однажды вечером, но больше его никто не видел, потому что он улетел и спрятался, как только кто-то вошел в комнату. По словам самой Астрид Линдгрен (а также согласно комментарию к рассказу на официальном сайте наследия Линдгрен), Лильонкваст — более приятный и дружелюбный прототип Карлсона-на-Крыше.
С другой стороны, Линдгрен неоднократно возвращалась в своём творчестве для детей к теме смерти и загробной жизни, включая такие произведения, как «Братья Львиное сердце» и «Мио, мой Мио». Тема грёз тяжело больного мальчика (но со счастливым исходом) также затрагивается в повести «Рыцарь Нильс из Дубовой рощи».

## Публикация
Рассказ «В Сумеречной стране» впервые был опубликован в 1948 году в шведском журнале Vi. Позже он был опубликован в сборнике сказок про Крошку Нильса Карлссона в 1949 году. В 1950 году за этот рассказ Астрид Линдгрен была награждена мемориальной доской Нильса Хольгерссона. В 1994 году он был издан в Швеции в виде иллюстрированной книжки, которая в 2012 году была переведена на английский язык.

## Отзывы
Сильке Шнеттлер из Frankfurter Allgemeine Zeitung высоко отозвалась о рассказе. Она считает, что текст и изображения уникальным образом дополняют друг друга. Шнеттлер считает, что история, с одной стороны, глубоко печальна, а с другой стороны, приносит утешение. Силой своего воображения мальчик может освободиться от гнетущей реальности.
Focus включил «Страну сумерек» в число семи лучших книг для юных читателей. Журнал описывает книгу как один из самых красивых рассказов о снах в библиографии Астрид Линдгрен.
Когда Die Zeit спросил биографа Линдгрен Биргит Данкерт о её любимой сцене в книгах Линдгрен, она упомянула сцену из «В стране сумерек», в которой Лильонкваст отвечает на все страхи и опасения Йорана успокаивающей фразой: «… не имеет значения в Сумеречной стране».
Книга рекомендована для чтения организациями сестринского ухода (Superhands of the Johanniter), паллиативной медицины или хосписов (Palliativzentrum Unna, Kinder- und Jugendhospiz Regenbogenland).